# Maria Alekseyevna Lvova-Belova
Maria Alekseyevna Lvova-Belova (tiếng Nga: Мария Алексеевна Львова-Белова;  (sinh ngày 25 tháng 10 năm 1984) là một chính trị gia người Nga đang phục vụ như là Ủy viên Tổng thống về Quyền của Trẻ em tại Nga kể từ năm 2021.
Vào ngày 17 tháng 3 năm 2023, Tòa án Hình sự Quốc tế đã phát lệnh bắt giữ, cáo buộc Lvova-Belova đã thực hiện việc trục xuất trái phép trẻ em từ Ukraine đến Nga trong suốt cuộc xâm lược của Nga vào Ukraina năm 2022.

## Sự nghiệp
Lvova-Belova sinh và lớn lên tại Penza. Năm 2002, bà tốt nghiệp từ Học viện Văn hóa và Nghệ thuật Alexander Arkhangelsky với chuyên ngành làm nhạc trưởng. Trong khoảng thời gian từ năm 2000 đến 2005, Maria Lvova-Belova đã làm giáo viên đàn guitar tại các trường âm nhạc dành cho trẻ em ở Penza. Bà cũng là người sáng lập và lãnh đạo tổ chức xã hội khu vực Penza với mục đích thúc đẩy quá trình thích nghi xã hội mang tên "Blagovest". Từ năm 2011 đến 2014 và từ 2017 đến 2019, bà đã là thành viên của Hội đồng dân sự của Penza Oblast, trong đó nhiệm kỳ thứ hai trùng với một nhiệm kỳ tại Hội đồng dân sự của Nga. Năm 2019, bà được bà̀n chọn làm cộng tác viên chủ tịch tại trụ sở địa phương của "Tổng liên đoàn Nhân dân Nga".
Năm 2019, Lvova-Belova gia nhập Đảng Đoàn kết Nga (thẻ ID được trao cho bà vào ngày 23 tháng 11 bởi Thủ tướng Dmitry Medvedev). Ngày 24 tháng 11, bà được bầu vào Ban chấp hành Trung ương của Đảng Đoàn kết Nga, và trở thành cộng tác viên của nhóm làm việc để hỗ trợ xã hội dân sự. Vào tháng 9 năm 2020, thống đốc tái đắc cử của Penza Oblast Ivan Belozertsev đã bổ nhiệm bà vào Hội đồng Liên bang Nga từ phía bộ phận điều hành của Penza Oblast. Sau cuộc bầu cử bất thường năm 2021 ở Penza Oblast, bà Lvova-Belova đã được tái bổ nhiệm bởi Oleg Melnichenko.
Vào ngày 27 tháng 10 năm 2021, Tổng thống Nga Vladimir Putin bổ nhiệm Thượng nghị sĩ Maria Lvova-Belova làm Ủy viên Liên bang cho Quyền trẻ em, một tháng sau khi Ủy viên trước đó Anna Kuznetsova trở thành Nghị viên Quốc hội.
Lvova-Belova bị các quan chức Ukraine và Anh cáo buộc đã giám sát việc bắt buộc trẻ em bị trục xuất và nhận nuôi từ Ukraine trong cuộc xâm lược của Nga vào Ukraine năm 2022. Sau cuộc xâm lược, bà đã bị các nước áp đặt lệnh trừng phạt bao gồm Vương quốc Anh vào tháng 6 năm 2022, Liên minh châu Âu vào tháng 7 năm 2022, Hoa Kỳ vào tháng 9 năm 2022, và Nhật Bản vào tháng 1 năm 2023.
Lệnh bắt giữ Lvova-Belova đã được phát ra bởi Tòa án hình sự quốc tế vào ngày 17 tháng 3 năm 2023, cáo buộc bà chịu trách nhiệm về việc di dời trái phép trẻ em từ Ukraine sang Nga trong cuộc xâm lược; một lệnh bắt giữ tương tự đã được phát ra cho Putin.

## Cuộc sống cá nhân
Lvova-Belova kết hôn với Pavel Kogelman, một linh mục của Giáo hội Chính thống Nga và trước đây là một lập trình viên, từ năm 2003. Họ có 5 đứa con ruột và 18 đứa con nuôi. Các con sinh ra của họ năm 2005, 2007, 2010, 2014 và 2018. Vào tháng 2 năm 2023, bà đã nhận nuôi một cậu bé 15 tuổi từ Mariupol, điều mà báo The Moscow Times nói rằng có thể gây ra sự phẫn nộ do chương trình di dân đồng thời trong thời điểm đó.